# Canal (stacja metra)
Canal – stacja metra w Madrycie, na linii 2 i 7. Znajduje się w dzielnicy Chamberí, w Madrycie i zlokalizowana jest pomiędzy stacjami Cuatro Caminos, Quevedo (linia 2) oraz Alonso Cano i Islas Filipinas (linia 7). Została otwarta 16 października 1998.